# 別所安治
別所 安治（べっしょ やすはる）は、戦国時代の武将。

## 略歴
弘治2年（1556年）、父・別所就治から家督を継ぐ。父に劣らず武勇に優れ、播磨国東部に勢力を張り、三好氏の侵攻を撃退した。赤松義祐が子と争った際は、一時義祐を居城の三木城に保護した。織田信長が上洛してくるとそれに通じて弟・重宗を派遣、三好氏と戦った。
足利義昭が三好三人衆に襲撃された際は応援を出し、これを信長に賞された。
元亀元年（1570年）に死去。享年48。家督は嫡子・長治が継承した。